# Pierre Laget
Pierre Joseph Laget, né le 11 juillet 1885 à Gignac (Hérault) et mort le 1er septembre 1944 au bagne de Cayenne, est un dentiste et criminel, auteur d'au moins un homicide.
Pierre Laget a été condamné pour avoir mortellement empoisonné sa seconde épouse en 1929, puis d'avoir tenté d'empoisonner sa sœur cadette entre décembre 1929 et février 1930. Cependant, par manque de preuves, il fut acquitté pour le meurtre de sa première épouse en 1922 et non poursuivi pour la mort suspecte de sa tante en 1923.
Il empoisonnait ses victimes en mettant de l'arsenic dans leurs tisanes. Condamné à la peine de mort en 1931, puis gracié par le président de la République Paul Doumer, il se suicide en avalant du poison en 1944.

## Biographie

### Jeunesse
Pierre Laget est né le 11 juillet 1885 à Gignac. Il est le fils de Edmond Jean Étienne Laget, 30 ans, receveur d'enregistrement, et de Marie Léontine Félicité Tourrette, 23 ans. Il a une sœur cadette, nommée Marie-Louise (Appolonie Françoise), née le 8 septembre 1892,.
Il entre à l'école primaire en septembre 1891, puis au collège en septembre 1896, où il est un élève pouvant être qualifié de « brillant ». Il est ensuite scolarisé au lycée de Béziers de septembre 1900 à juillet 1903, où il obtient son baccalauréat. Il sort diplômé la faculté de médecine de Montpellier en 1909.
En septembre 1909, âgé de 24 ans, il devient dentiste et ouvre son propre cabinet à Béziers, début 1910. En 1911, âgé de 26 ans, il fait la connaissance de Sarah Alexandre avec laquelle il se marie le 18 août 1912. De leur union naissent trois enfants : Jacqueline Jeanne Pierrette (née le 25 mars 1913, décédée le 3 mai 1913), Jean René Étienne (né le 6 janvier 1916) et Gaston.

### Première Guerre mondiale
Le 1er août 1914, âgé de 29 ans, Pierre Laget est mobilisé comme médecin aide-major et contraint de partir à la guerre. Il est affecté au 81e régiment d'infanterie le 26 avril 1915, puis au 229e régiment d'infanterie en juillet 1915. Le 28 novembre 1915, il est nommé médecin aide-major de 1re classe. Il est affecté au centre maxillo-facial de la 16e région militaire le 22 mars 1916, puis à l'hôpital le 28 février 1917. Le 22 janvier 1918, il est affecté au centre dentaire de la 1re armée. Il aurait été blessé dès le 31 août 1914, mais la blessure n'est pas mentionnée sur sa fiche matricule. Il est promu médecin capitaine par le décret du 14 juin 1928. Le 16 juin 1920, il est nommé officier de la Légion d'honneur.

### Première mort suspecte
Le 16 juin 1919, Pierre assiste au mariage de sa sœur Adèle Sophie Marie Julienne Laget (née à Gignac le 24 août 1888) avec le médecin aide-major Johannis Marius Fernand Fébrier. Il est indiqué que Pierre est décoré de la croix de guerre. 
Après l'armistice du 11 novembre 1918, les relations du couple Laget commencent à se dégrader. Pierre Laget arrivant toujours en retard à son cabinet, ses patients se lassent de ses retards répétés. Il accueille dans son cabinet ses très nombreuses maîtresses et joue le peu d’argent qu’il gagne. Les disputes avec Sarah, qui a vite découvert la double vie de son mari, se multiplient, d’abord en privé, puis devant la famille. Noémie, la sœur de Sarah et son mari Georges Leboucher, sont souvent témoins de ces scènes. Ils calment régulièrement la jeune épouse et la dissuadent d’envisager un divorce. Apprenant en 1922 que Sarah Laget lègue la somme 262 000 francs à ses enfants, leur père ayant l’usufruit de cette somme d'argent jusqu’à leur majorité, Pierre Laget élabore un plan pour obtenir cette somme.
Un matin d'avril 1922, Sarah Laget tombe malade. La jeune femme ne peut plus sortir de son lit et vomit la moindre nourriture. Les médecins, impuissants, pensent à un cancer, maladie mal connue à cette époque. Le Dr Laget, lui, ne s’inquiète pas et tente de soulager sa femme avec des tisanes de son invention, mélangées à de l'arsenic qui l'empoisonnent.
Le 28 mai 1922, Sarah meurt dans son lit. Georges, son beau-frère, fait part à la famille Alexandre de ses soupçons envers Pierre. Quelques jours après les funérailles de la défunte, la famille découvre que Sarah Laget a légué la somme 262 000 francs à ses enfants et que leur père a hérité de la somme car les enfants sont alors mineurs. Pierre Laget ne met pas longtemps à se remettre du décès de son épouse.

### Deuxième mort suspecte
Fin 1922, seulement quelques mois après la mort de Sarah, il décide de prendre une seconde épouse et son choix se porte sur la sœur cadette de Sarah, Suzanne Alexandre. La famille Alexandre, connaissant bien les penchants du dentiste pour les femmes et l’argent, ne se réjouit pas du mariage, mais les parents se résignent quand même à payer la somme du second mariage, 300 000 francs.
Le 8 mars 1923, alors qu'il cherche à se marier, sa tante, Sophie Julie Honorine Tourrette (65 ans), veuve d'Étienne Pitoiset, décède. Pierre Laget semble totalement étranger à cette mort, du fait de l'âge avancé de la défunte. Il est conclu à une mort naturelle de vieillesse.

### Troisième mort suspecte
Le 26 janvier 1924, Pierre Laget épouse Suzanne Alexandre. Ils auront une fille, Micheline. Suzanne Laget signe un contrat de viager en 1925 ; Pierre compte en profiter et envisage un nouveau crime en cas de besoin financier. Il achète une gigantesque villa dans le Tarn et d’autres biens immobiliers, continue de sortir et à dépenser. Fin 1928, il est de nouveau ruiné.
Début 1929, Suzanne tombe malade. Les symptômes sont très proches de ceux de sa sœur quelques années auparavant. La jeune femme reste agonisante pendant plusieurs mois, perd la vue, puis ne parle plus. Son état s'aggrave au printemps 1929 : Pierre Laget l'empoisonne à l'arsenic, comme sa sœur aînée.
Le 12 avril 1929, Suzanne Laget meurt à son tour. Pierre Laget explique à la famille Alexandre que la cause du décès est héréditaire. La famille Alexandre, plus soupçonneuse, commence alors à douter de l'attitude du médecin : lorsqu'il a épousé Suzanne, Pierre Laget a ouvert une assurance-vie au nom de son épouse ; si elle vient à décéder, il touche près de 100 000 francs. Une fois encore, Laget ne met pas bien longtemps à se remettre du deuil de son épouse.

### Tentative d'assassinat
Dès la mi-août 1929, il annonce vouloir se marier une troisième fois, avec une dénommée Paule. Il souhaite se ranger en épousant l’une de ses maitresses, mais sa sœur, Marie-Louise, est fermement opposée à cette idée. De plus, elle harcèle Pierre Laget pour qu’il lui rende les 172 000 francs qu’elle lui a prêtés quelques années plus tôt.
Fin août 1929, Marie-Louise Laget a une légère toux, après avoir passé ses vacances chez Pierre. Elle guérit rapidement et se remet de son empoisonnement. Pierre Laget n'est pas inquiété car le médecin personnel de la malade, le Dr Roulleau, pense à une intoxication. 
Pour éviter de rendre les 172 000 francs prêtés par Marie-Louise, Laget verse de l'arsenic dans les soupes et les tisanes qu'il concocte afin d'empoisonner sa sœur ce qui lui vaudra par la suite le surnom de « Docteur Tisane ». Le 25 décembre 1929, Marie-Louise tombe de nouveau malade. Elle souffre durant quatre semaines, sans rien pouvoir faire pour lutter contre le mal qui la ronge. À la mi-janvier 1930, son état empire malgré les soins du Dr Roulleau. Les symptômes sont similaires aux précédents, mais cette fois, le Dr Roulleau et le Dr Pages réussissent à la soigner et décident de l'hospitaliser fin janvier 1930.
Le 1er février 1930, ils conseillent à la famille de placer Marie-Louise dans un établissement spécialisé et interdisent les visites de Pierre Laget. Les médecins soupçonnent leur patiente d’être victime d’un empoisonnement, et sont quasiment certains que Pierre Laget a tenté de la tuer. Après deux jours sans contact avec Pierre, Marie-Louise va mieux. Elle confie à son médecin que, ces derniers temps, Pierre Laget venait lui rendre visite tous les jours pour boire le thé, et elle reconnaît qu’à chaque fois, elle ne se sentait pas très bien après son départ. Sur les conseils du docteur Roulleau, Marie-Louise porte plainte contre Pierre Laget pour tentative d’empoisonnement. La famille Alexandre se joint à la plainte.
Marie-Louise se mariera le 25 août 1945 à Caromb dans le Vaucluse.

### Arrestation et instruction
Le 10 février 1930, Pierre Laget est arrêté et placé en détention provisoire. Bien qu'il clame son innocence, il est inculpé de deux assassinats et d'une tentative d'assassinat. À Béziers, une folle rumeur s’installe : Marie-Louise aurait une liaison avec un homme marié qui lui aurait transmis la syphilis et l’aurait mise enceinte. En lui faisait avaler de l’arsenic, Pierre Laget tentait simplement discrètement de « faire passer » l’enfant et de soigner sa maladie. Marie-Louise est contrainte de se soumettre à de nombreux examens médicaux. Les résultats déterminent que non seulement la jeune femme n’a jamais été enceinte, qu'elle n’a pas non plus la syphilis, mais surtout, qu'elle a bien été empoisonnée avec de l’arsenic qu’on lui a fait avaler de façon régulière.
Le 14 mars 1930, les corps de Sarah et Suzanne sont exhumés en vue d’être autopsiés. Pierre Laget assiste à la scène, impassible. Les conclusions révèlent que Suzanne Laget a elle aussi été empoisonnée à l’arsenic. En revanche, il est impossible de dire de quelle manière précise est morte Sarah Laget, le corps étant en trop mauvais état. Inculpé du meurtre de ses deux épouses, Pierre Laget retourne en prison.
En avril 1930, le corps de la tante de Pierre Laget est également exhumé. Cependant, la mort de la défunte ayant eu lieu sept ans plus tôt, aucune incrimination ne sera possible envers Laget.
En décembre 1930, Pierre Laget est renvoyé devant la cour d'assises de l'Hérault. Il est transféré à la prison de Montpellier en mai 1931.

### Procès
Le 3 juin 1931, Pierre Laget est jugé à Montpellier pour les meurtres de ses deux épouses et la tentative d’empoisonnement sur sa sœur cadette. Le procès de Laget, qui reste impassible tout au long des débats, fascine les amateurs de faits divers. Le médecin continue inlassablement à clamer son innocence, arguant que c’est peut-être les victimes elles-mêmes qui venaient se procurer l’arsenic dans son cabinet.
Le 9 juin 1931, il est reconnu coupable du meurtre de sa seconde épouse, en août 1929, ainsi que de la tentative d'assassinat de sa jeune sœur entre décembre 1929 et février 1930. Il est cependant acquitté du meurtre de sa première épouse en mai 1922. La cour d'assises de l'Hérault le condamne à la peine de mort pour un meurtre et une tentative d'assassinat.
Le 10 juin 1931, au lendemain du verdict, Pierre Laget insiste auprès de son avocat, lui disant qu'il « préfère l’échafaud au bagne perpétuel ». Son avocat et lui forment toutefois un pourvoi en cassation ; ce dernier est rejeté le 19 septembre 1931.

### Grâce présidentielle, bagne et suicide
Le 29 septembre 1931, le président de la République Paul Doumer gracie Pierre Laget. Ce dernier est finalement envoyé au bagne, à Cayenne, en octobre 1931, où il travaille plusieurs années comme infirmier.
En 1938, il obtient une commutation de peine pour bonne conduite qui réduit sa peine à 20 ans de travaux forcés.
Ne pouvant plus supporter d'être considéré comme un assassin, il se suicide le 1er septembre 1944, en avalant une forte dose de poison. Il laisse une lettre qui sera découverte le matin même de sa mort :

« C’est volontairement que je me tue, non pour me faire justice mais parce que j’en ai assez. Inutile de chercher, si je vis encore quand on me trouvera, à me soigner. Avec ce que j’ai pris, ce n’est qu’une question de minutes pour que la mort soit là, rien n’y fera. Adieu à tous, et je pardonne. »

### Émissions radiophoniques
- « L'affaire Laget : La double vie du Dr Mystère » le 30 octobre 2015 dans L'Heure du crime présenté par Jacques Pradel sur RTL.
- « Pierre Laget, le Docteur Empoisonneur » le 25 septembre 2019 dans Hondelatte raconte présenté par Christophe Hondelatte sur Europe 1.